# سعد الدين العلمي
سعد الدين العلمي: هو المفتي العام للقدس السابق، وُلد بالقدس عام 1911، وهو ابن جلال الدين العلمي، تعلم في بدياته في مدرسة الفرير فدرس الفرنسية والإنجليزية، ثم درس العلوم الإسلامية بالأزهر في القاهرة، وحصل على الشهادة الأهلية والعالمية عام 1932، بعد ذلك عمل مدرساً في دار يافا للعلوم الإسلامية عام 1934، تولى العلمي منصب الإفتاء عام 1953 ولمدة أربعين سنة.

## المناصب
- عمل قاضياً في الناصرية.
- المفتي العام للقدس والقائم بأعمال رئيس القضاة في الضفة الغربية.
- رئيس محكمة الإستئناف الشرعية.
- رئيس الهيئة العليا لجامعة القدس.
- عضو رابطة العالم الإسلامي عام 1985.[2]

## الوفاة
توفي العلمي في 6 فبراير 1993، ودفن في مدينة القدس. 